# Edward Lachman
Edward Lachman (Morristown, 31 marzo 1948) è un direttore della fotografia e regista statunitense.

## Biografia
Membro della American Society of Cinematographers, nasce nel 1948 a Morristown (New Jersey). Nel 1965 riceve un BA presso l'Università di Harvard, in seguito studia in Francia alla François Rabelais University, non prima di aver conseguito un BFA in pittura presso la Ohio University.
Inizia a lavorare per il cinema attorno alla metà degli anni settanta, e nel corso degli anni si fa un nome lavorando prevalentemente per il movimento indipendente statunitense e collaborando con cineasti come Todd Haynes, Steven Soderbergh e Todd Solondz. Lachman ha lavorato anche in varie produzioni al di fuori degli Stati Uniti, inclusi due documentari di Wim Wenders e La Soufrière di Werner Herzog.
Nella sua carriera Lachman ha anche diretto alcuni cortometraggi e documentari, nel 2002 ha co-diretto con Larry Clark il controverso Ken Park. Nel 2003 ha ottenuto una candidatura all'Oscar e ha vinto un Independent Spirit Awards per la miglior fotografia di Lontano dal paradiso.
Nel giugno del 2013 ha partecipato al Biografilm Festival di Bologna come presidente della giuria internazionale che ha premiato con il Lancia Award per il miglior film The Act of Killing di Joshua Oppenheimer.
Nel 2016 è il presidente di giuria del concorso principale al 34° Torino Film Festival.

## Filmografia parziale

### Direttore della fotografia
- Happy Days - La banda dei fiori di pesco (The Lord's of Flatbush), regia di Martin Davidson e Stephen Verona (1975)
- La Soufrière, regia di Werner Herzog (1977) - Documentario
- Lampi sull'acqua - Nick's Movie (Lightning Over Water), regia di Wim Wenders e Nicholas Ray (1980)
- Cercasi Susan disperatamente (Desperately Seeking Susan), regia di Susan Seidelman (1985)
- Tokyo-Ga, regia di Wim Wenders (1985) - Documentario
- Al di là di tutti i limiti (Less Than Zero), regia di Marek Kanievska (1987)
- Ore contate (Catchfire / Backtrack), regia di Dennis Hopper (Alan Smithee) (1989)
- Londra mi fa morire (London Kills Me), regia di Hanif Kureishi (1991)
- Lo spacciatore (Light Sleeper), regia di Paul Schrader (1992)
- Selena, regia di Gregory Nava (1997)
- Il giardino delle vergini suicide (The Virgin Suicides), regia di Sofia Coppola (1999)
- L'inglese (The Limey), regia di Steven Soderbergh (1999)
- Demoni e cristiani nel nuovo mondo (Christ and Demons in New Spain), regia di Werner Herzog (2000)
- Erin Brockovich - Forte come la verità (Erin Brockovich), regia di Steven Soderbergh (2000)
- Sweet November - Dolce novembre (Sweet November), regia di Pat O'Connor (2001)
- S1m0ne, regia di Andrew Niccol (2002)
- Lontano dal paradiso (Far from Heaven), regia di Todd Haynes (2002)
- Ken Park, regia di Larry Clark e Edward Lachman (2002)
- Radio America (A Prairie Home Companion), regia di Robert Altman (2006)
- Io non sono qui (I'm Not There), regia di Todd Haynes (2007)
- Perdona e dimentica (Life During Wartime), regia di Todd Solondz (2009)
- Urlo (Howl), regia di Rob Epstein e Jeffrey Friedman (2010)
- Mildred Pierce (2011) - Miniserie TV
- Paradise: Love (Paradies: Liebe), regia di Ulrich Seidl (2012)
- Dark Blood, regia di George Sluizer (2012)
- Carol, regia di Todd Haynes (2015)
- Wiener-Dog, regia di Todd Solondz (2016)
- La stanza delle meraviglie (Wonderstruck), regia di Todd Haynes (2017)
- Cattive acque (Dark Waters), regia di Todd Haynes (2019)
- El Conde, regia di Pablo Larraín (2023)
- Maria, regia di Pablo Larraín (2024)

### Regista
- Ken Park, co-regia con Larry Clark (2002)